# Диспетчер программ
Диспетчер программ (Program Manager) — приложение, являющееся оболочкой Windows 3.x и фактически основой рабочего стола этой системы. Представляет собой хранилище иконок для запуска программ, объединённых в программные группы (program groups). По умолчанию запускается вместе с Windows, и Windows завершает свою работу при выходе из Диспетчера.
Впервые появился в Windows 3.0, вытеснив ранее использовавшийся в качестве оболочки MS-DOS Executive. Имеется во всех последующих версиях Windows вплоть до Windows XP SP1 включительно в работоспособном состоянии, хотя функцию оболочки в этих системах выполняет более совершенная программа — Проводник Windows. После выхода Windows XP SP2 заменён на неработоспособный файл, фактически не содержащий данное приложение — а в Windows Vista и новее полностью отсутствует.